# Lancia Trikappa
La Lancia Trikappa è un'automobile prodotta dal 1922 al 1925 dalla casa automobilistica Lancia.

## Il contesto

La Lancia Trikappa carrozzata "coupé de ville"

Nel 1922 Vincenzo Lancia, in attesa di ultimare i collaudi della rivoluzionaria Lambda, decideva di immettere sul mercato (sempre comunque a fianco della Kappa ma in sostituzione della Dikappa) la sua prima vettura con disposizione dei cilindri a V: era la Trikappa, che disponeva di un 8 cilindri a V stretto a valvole in testa che, malgrado una leggera diminuzione della cilindrata a 4594 cm³, portava la potenza a sfiorare i 100 HP e consentiva alla possente vettura di raggiungere i 130 Km all'ora e di superarli facilmente con la capote aperta ed il parabrezza abbassato.
La Trikappa, dopo una sorta di miniserie di 50 esemplari, verrà prodotta in due serie successive sino al 1925, per un numero complessivo di unità di 847 (dopo le prime 50, si avranno 450 prima serie  -1922/23- e 347 seconda serie -1923/25): da notare che inizialmente la vettura denunciava qualche problema di frenatura e l'andamento delle vendite non era dei migliori (si parlò di un certo numero di esemplari prodotti ed invenduti) ma nel 1923, quando la vettura veniva dotata di freni a tamburo anche sulle ruote anteriori, se ne aveva il definitivo rilancio commerciale. Una curiosità: 358 vetture della prima serie vennero successivamente equipaggiate con i freni anteriori.

## Caratteristiche tecniche
- Periodo produzione: anni 1922-1925
- Motore: Tipo 68; motore anteriore, longitudinale, a 8 cilindri a V stretto (angolatura 14°: secondo talune fonti, l'angolatura sarebbe stata invece di 22°), alesaggio mm 75, corsa mm 130, cilindrata totale cm³ 4594,58, distribuzione a valvole in testa (2 valvole per cilindro) con un albero a camme centrale in testa, bilancieri; albero motore su cinque supporti; rapporto di compressione 5,1:1, potenza massima CV 98 a 2.500 giri/minuto; alimentazione mediante gravità con carburatore monocorpo orizzontale Zenith tipo 36 DHK; accensione a magnete ad alta tensione (Bosch) con anticipo automatico centrifugo eventualmente regolabile manualmente; lubrificazione forzata, con pompa; capacità del circuito di lubrificazione litri 8,5; raffreddamento ad acqua circolazione forzata, radiatore a tubi alettati, ventola meccanica;
- Impianto elettrico: 12 Volts, dinamo 12,5 Watt, batteria 100 Ah
- Trasmissione: ad albero con giunti cardanici, trazione sulle ruote posteriori; frizione multidisco a secco (9 coppie di dischi); cambio (scatola in lega leggera) a 4 rapporti più retromarcia con comando a leva centrale; rapporti del cambio: 4,651:1 in prima, 2,326:1 in seconda, 1,550:1 in terza, presa diretta (1:1) in quarta, 3,521:1 in retromarcia; rapporto finale di riduzione (ingranaggi conici) 3,9167:1 (12/47)
- Sospensioni: anteriormente ad assale rigido e balestre longitudinali semiellittiche, posteriormente ad assale rigido con balestre longitudinali semiellittiche.
- Freni: sulla prima serie freno (meccanico) a pedale agente sulla trasmissione e freno a mano (meccanico) agente sui tamburi delle ruote posteriori; sulla seconda serie freno (meccanico) a pedale, sulle quattro ruote (a tamburo) e freno a mano (meccanico) agente sui tamburi delle ruote posteriori
- Ruote e pneumatici: ruote a raggi tangenti tipo Rudge-Whitworth a bullone centrale oppure a disco in lamiera; pneumatici 895 × 135
- Sterzo: posizione guida a destra; sterzo a vite e ruota.
- Serbatoio carburante: capacità litri 80
- Telaio: in acciaio, a longheroni e traverse; passo cm 338,4, carreggiata anteriore cm 136,5 carreggiata posteriore cm 137; lunghezza del telaio cm 497 larghezza del telaio cm 162; peso del telaio, in ordine di marcia, Kg 1360
- Prestazioni: velocità massima oltre Km/h 130 (velocità max nelle varie marce: 28 in 1a, 56 in 2a, 85 in 3a, oltre 130 in 4a)
- Prezzo: (carrozzata torpedo) Lire 69.000
- Numerazione telai: dal n° 1 al n° 847 (esemplari costruiti: 847)

## Proprietari celebri
- Il poeta Gabriele D'Annunzio era talmente entusiasta della Lancia Trikappa torpedo, da dedicargli il motto "Parva igni scintilla meo" ("Una piccola scintilla sufficiente ad infiammarmi").
- A bordo della propria Lancia Trikappa, nel 1922, il maestro Giacomo Puccini compì un viaggio di oltre 3.000 km attraverso l'Europa[2].
- Il 21 settembre 1924 re Vittorio Emanuele III inaugurò la Milano-Varese (ovvero quella che si presume la prima autostrada al mondo lunga, complessivamente 42 km), percorrendola a bordo della sua Lancia Trikappa.